# Victoria (Brits-Columbia)
Victoria is een stad in het westen van Canada. Het is de hoofdstad van de provincie Brits-Columbia. De stad ligt in het uiterste zuidoosten van het Vancouvereiland. Met een veerboot kan men in 90 minuten naar het op het vasteland gelegen Vancouver. De stad is net als de stad Regina vernoemd naar koningin Victoria.

## Geschiedenis
Toen het Vancouvereiland in 1849 een Britse kroonkolonie werd, werd Victoria aangewezen als de hoofdstad van Brits-Columbia.

## Demografie
In 2021 had Victoria 91.867 inwoners. De agglomeratie, waartoe onder meer de stad Langford behoort, had in datzelfde jaar zo'n 397.237 inwoners. Daarmee is het qua aantal inwoners veel kleiner dan de eveneens in Brits-Columbia gelegen stad Vancouver.

## Partnersteden
Victoria heeft met vier steden een partnerschap, namelijk:
- Suzhou, Volksrepubliek China
- Morioka, Japan
- Napier, Nieuw-Zeeland
- Chabarovsk, Rusland

## Geboren
- Juliette Samuel-Blum (1877-1931), beeldhouwer
- William Vickrey (1914-1996), econoom en Nobelprijswinnaar (1996)
- Lorne Loomer (1937–2017), roeier
- Stephen Shellen (1957), acteur
- Dean Crawford (1958-2023), roeier
- Michael Rogers (1964), acteur
- Ryan Robbins (1971), acteur
- Roland Green (1974), mountainbiker en wielrenner
- Nelly Furtado (1978), popzangeres
- Ryder Hesjedal (1980), wielrenner
- Shaun Sipos (1981), acteur
- Ryan Cochrane (1988), zwemmer
- Jay Lamoureux (1995), baanwielrenner
- Meryeta O'Dine (1997), snowboardster
- Sarah Van Dam (2001), wielrenster